# Donjara
Donjara je naselje u Hrvatskoj u sastavu općine Sokolovca. Nalazi se u Koprivničko-križevačkoj županiji. 

## Zemljopis
Zapadno su Stari Bošnjani, sjeverozapadno je Rijeka Koprivnička, sjeverno su Mali Poganac i Veliki Botinovac, sjeveroistočno su Mali Botinovac, Prnjavor Lepavinski, Grdak i Sokolovac, istočno su Mali Grabičani i Lepavina, jugoistočno su Mala Branjska i Velika Branjska, jugozapadno su Carevdar, Mali Carevdar, Kostadinovac i Novi Bošnjani.

## Stanovništvo
| broj stanovnika |       |       |       |       |       |       |       |       | 59    | 57    | 74    | 204   | 44    | 32    | 29    | 26    | 16    |
|                 | 1857. | 1869. | 1880. | 1890. | 1900. | 1910. | 1921. | 1931. | 1948. | 1953. | 1961. | 1971. | 1981. | 1991. | 2001. | 2011. | 2021. |

## Poznate osobe
- Geralda Jakob - časna sestra, mučenica